# Géophysique aéroportée

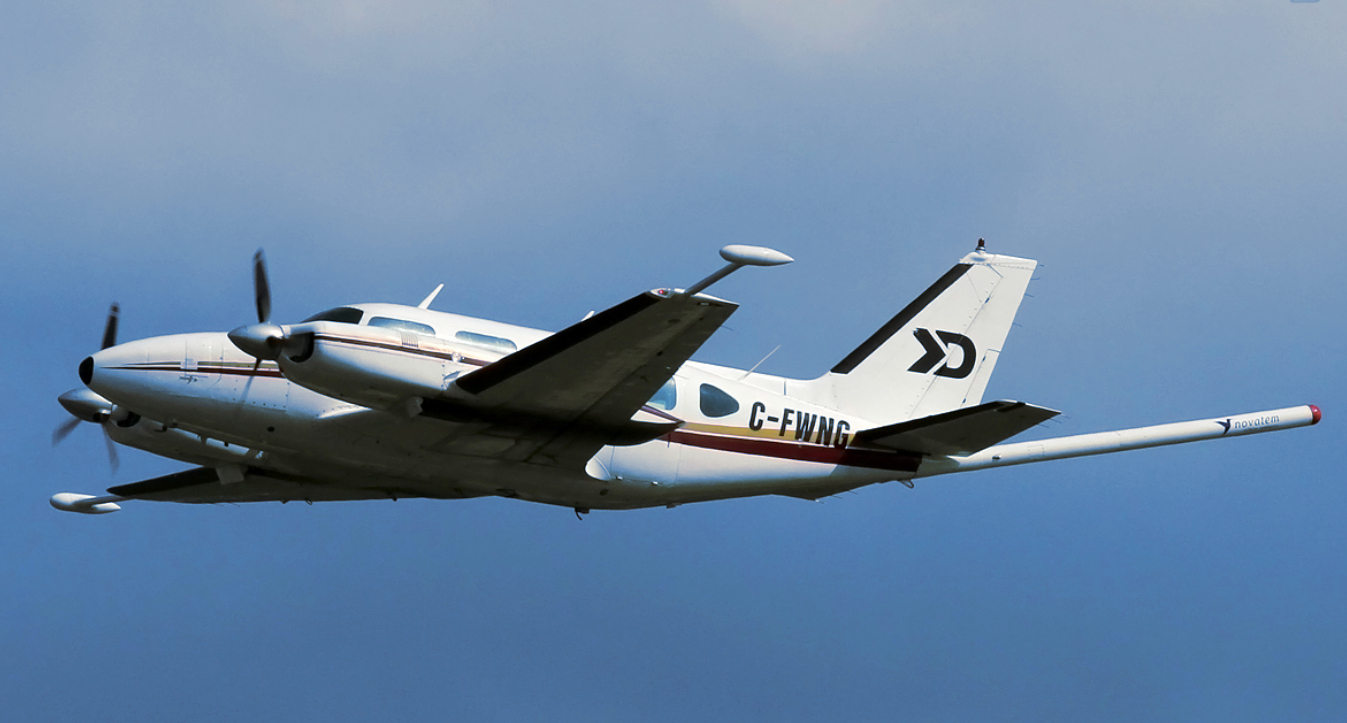
Avion modifié pour les mesures géophysiques

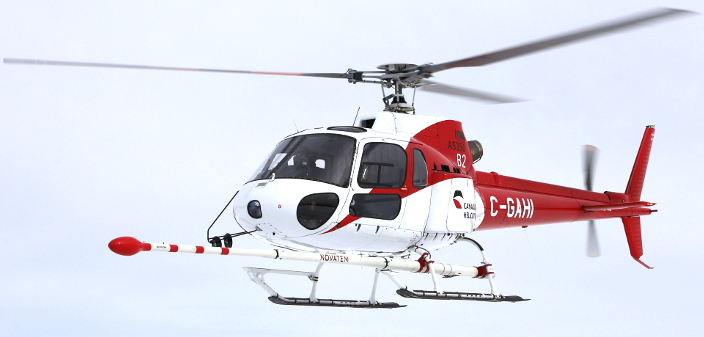
Hélicoptère modifié pour les mesures géophysiques

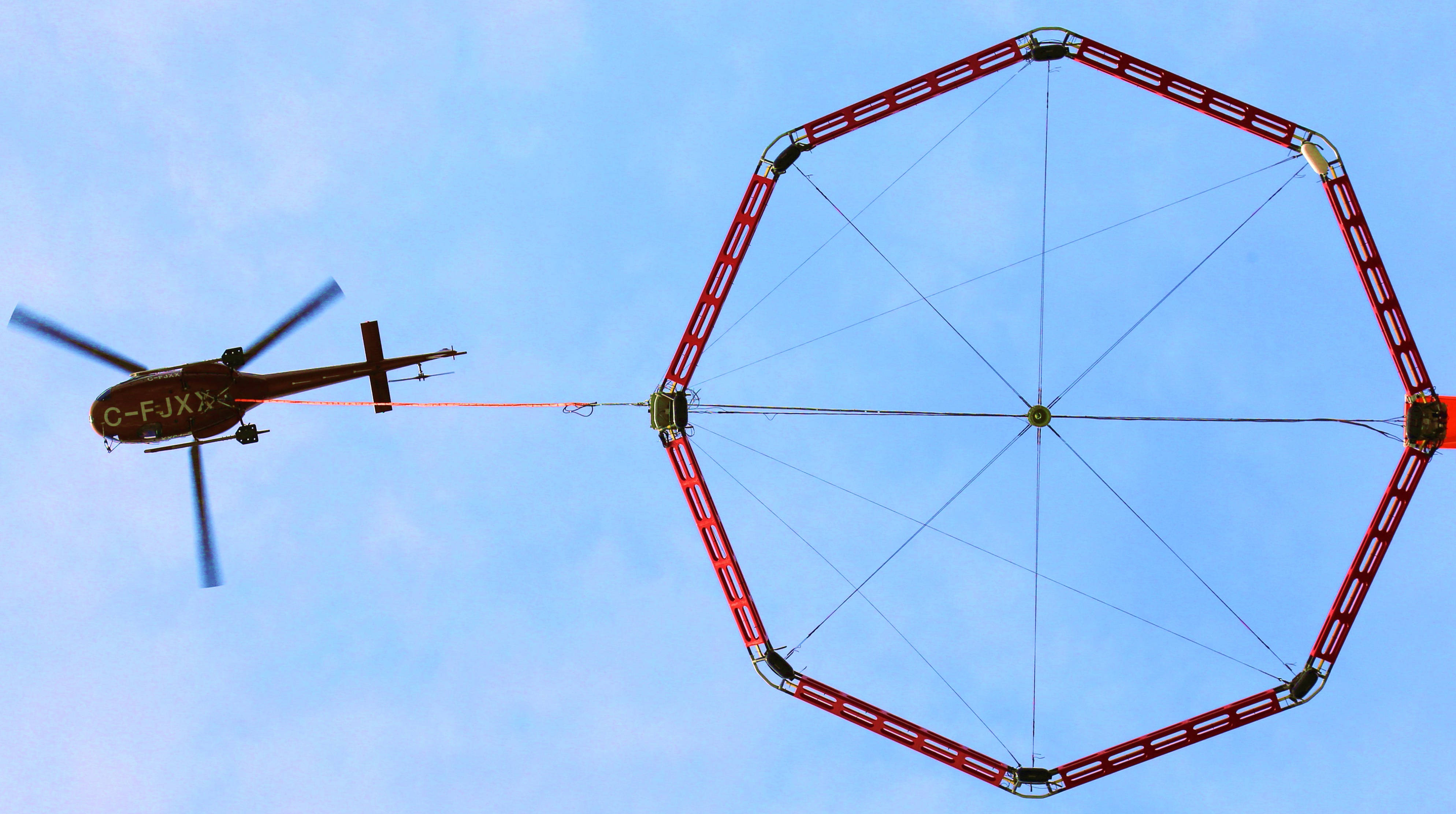
Système héliporté de mesures électromagnétiques (Novatem)

La géophysique aéroportée est une méthode d'acquisition de données géophysiques à l'aide d'un aéronef. Différentes propriétés des roches, telles que l’aimantation, la conductivité électrique, la densité, la radioactivité naturelle peuvent être mesurées. Les résultats sont classiquement utilisés dans les premières phases de la cartographie de surface et/ou pour restituer une description en 3D du sous-sol dans la zone survolée. 

## Objectifs
La géophysique aéroportée fournit des informations utiles à la compréhension des structures géologiques, à la gestion des ressources et à l’aménagement de l’espace souterrain.
À grande échelle (mesures loin du sol), elle aide à la compréhension  des grands édifices de la croûte terrestre (socles cristallins, massifs montagneux, bassins sédimentaires). À plus petite échelle (mesures proches du sol), elle décrit des structures plus fines, généralement proches de la surface. Cette application est donc surtout utile à l'exploration des ressources naturelles et aux études environnementales. 

## Mise en œuvre
Les mesures sont classiquement réalisées à l’aide d’instruments de mesures géophysiques embarqués à bord d’un avion ou d'un hélicoptère ou encore suspendus sous un hélicoptère. 
Quelles que soient les méthodes mises en œuvre, les levés se font toujours le long de lignes de vol parallèles entre elles, recoupées par des lignes de contrôle perpendiculaires. Aujourd'hui la plupart des levés sont réalisés en suivant une surface dite drapée, c'est-à-dire une surface continue au dessus du sol, calculée à l'avance à partir d'un modèle topographique de la région étudiée. Cette méthode est indispensable pour que les lignes de vol et les lignes de contrôle se recoupent à la même hauteur au-dessus du sol.
L’espacement des lignes de vol dépend de la résolution attendue et donc de la taille des objets géologiques que l’on souhaite imager. L’enregistrement simultané de plusieurs paramètres géophysiques est généralement mis en œuvre, de manière à optimiser les coûts d’acquisition.
Le plus souvent, l’avion ou l’hélicoptère évolue à basse hauteur au-dessus du sol, typiquement entre 50 m et 120 m, pour les levés dits de « haute résolution », ce qui requiert des autorisations administratives et des consignes de sécurité préalables. Plus le porteur vole lentement, plus la distance séparant les points de mesure est petite et plus la résolution est grande. Classiquement le survol est réalisé à une vitesse de l’ordre de 265 km/h en avion et 80 km/h en hélicoptère. Les données acquises sont positionnées à l’aide de récepteurs GPS, à la précision de quelques mètres avant correction, quelques cm après correction.

## Méthodes utilisées

### Les principales méthodes mises en œuvre en géophysique aéroportée
| Méthode (phénomène mesuré)            | Fonctionnement | caractéristiques de la méthode | Profondeur d'investigation |
| ------------------------------------- | --- | --- | --- |
| Magnétique (magnétisme)               | Mesure le champ magnétique résultant de l’aimantation des roches dans la croûte terrestre et des sources profondes situées dans le noyau terrestre (dynamo terrestre). Il renseigne sur la nature et la structure des formations géologiques de la croute, jusqu’à l'isotherme de Curie | Elle est surtout sensible aux minéraux riches en oxydes de fer, présents dans les roches du socle continental ou du plancher océanique. Elle n'est pas altérée par la végétation et peu perturbée par les installations anthropiques de surface, à l'exception des émissions électromagnétiques et des structures métalliques. | Pluri-kilométrique |
| Radiométrique (spectrométrie gamma)   | Enregistre le rayonnement gamma qui émane des premiers centimètres du sol. Cette méthode permet de discriminer la présence de différents types de roches caractérisées par des teneurs ou des proportions variables de radio-éléments. Cette méthode restitue des spectres, dans lesquels 3 éléments en particulier se distinguent : le potassium (K), le thorium (Th) et l’uranium (U). L’embarquement d’un capteur gamma-spectrométrique contraint à un survol avec une garde au sol de 150 mètres au plus. | L'eau faisant écran au rayonnement, elle ne s'applique pas au-dessus des surfaces humides. Elles est faiblement altérée par le couvert végétal, sauf si celui-ci est dense et riche en eau | Quelques décimètres |
| Gravimétrique (gravimétrie)           | Réalise la cartographie des variations du champ de pesanteur terrestre, en réponse aux variations de densités du sous-sol | Non altérée, ni par le couvert végétal ni par l’activité anthropique. Elle nécessite toutefois la compensation des accélérations propres du porteur, par positionnement GPS tridimensionnel et/ou à l’aide d’une plateforme inertielle.                                                                                        | Pluri-kilométrique |
| Électromagnétique (électromagnétisme) | Renseigne sur les propriétés électriques et magnétiques du milieu souterrain en particulier la conductivité et pour certains systèmes, la susceptibilité magnétique et la permittivité diélectrique | Insensible au couvert végétal mais sensible aux installations anthropiques de surface (voies ferrées, lignes électriques, toitures métallique, etc.) | Depuis quelques mètres jusqu’à 200 mètres de profondeur environ. Elle est sensible aux conducteurs de surface, souvent des argiles ou des latérites, qui peuvent diffuser l'énergie émise par l'émetteur empêchant ainsi l'excitation des sources en profondeur. |

La géophysique aéroportée a surtout été mise en oeuvre dans les pays riches en ressources naturelles, principalement le Canada, l'Australie, les pays scandinaves, certaines régions d'Afrique, etc. C'est surtout la méthode magnétique qui a été mise en oeuvre et qui est toujours la plus utilisée, en raison de la très grande richesse des boucliers en minéraux magnétiques. Les levés magnétiques par avion dits de haute résolution sont aujourd'hui systématiquement mis en oeuvre dès les premières phases de la reconnaissance ; puis complétés par les levés dits de très haute résolution par hélicoptère à basse hauteur ; et plus récemment (depuis les années 2000) par les levés électromagnétiques. La radiométrie est généralement ajoutée aux levés magnétiques afin de compléter les informations sur les roches proches de la surface du sol. La gravimétrie, plus délicate à mettre en oeuvre à partir d'un aéronef, est utilisée pour des applications plus spécifiques, généralement à grande échelle.

## Législation
En France, les déclarations de fouille et de levés géophysiques sont régies par le Code Minier

## Histoire
Les premiers levés de géophysique aéroportée en France ont été entrepris dans la première moitié du XXe siècle. Ils concernent, pendant quelques dizaines d’années, essentiellement des études de reconnaissance minière ou pétrolière. À partir des années 1970 ces méthodes se répandent peu à peu au point de devenir systématiques dès les premières phases de la reconnaissance géologique. Depuis les années 1990, les applications de la géophysique aéroportée se diversifient : elles sont utilisées systématiquement pour l'exploration des ressources naturelles ; pour l'aménagement et les études géotechniques (l'implantation de nouveaux tunnels) ; pour les études environnementales (par exemple pour cartographier le fond radiologique naturel ou les dispersions accidentelles de produits issus de l'exploitation de l'uranium) ; pour les études hydrogéologiques ; pour les risques naturels ; etc. 
Tous les pays riches ont réalisé la couverture magnétique complète de leur territoire et s'efforcent depuis d'accroitre la résolution des régions ayant un intérêt géologique particulier à l'aide de levés volés plus près de la surface, le longs de profils plus serrés afin de préciser les traits géologiques reconnus dans les levés régionaux. 
Des cartes d'assemblage des levés magnétiques régionaux ont été réalisées ces dernières années, notamment au-dessus de l'Amérique du Nord et de l'Europe (Mouge, P., 1990) et plus récemment à l'échelle du Globe par le projet international World Digital Magnetic Anomaly Map. 

## Les avantages de la géophysique aéroportée

### Les intérêts majeurs
| 1                                                          | 2                                                                    | 3 | 4                                                                                 | 5 |
| ---------------------------------------------------------- | -------------------------------------------------------------------- | --- | --------------------------------------------------------------------------------- | --- |
| la couverture continue, homogène et rapide d’un territoire | la variété des paramètres physico-chimiques qui peuvent être mesurés | la capacité à investiguer depuis la surface, depuis les premiers centimètres jusqu’à l’échelle de la croûte terrestre en fonction des méthodes utilisées | la mise en œuvre à distance, non-invasive, sans perturbation pour l’environnement | la possibilité de décrire des zones d’accès sensible (urbanisées, protégées, etc.) ou d’accès difficile (forêts, déserts, mers, océans, etc.) |

## Exemples
Le 1er levé aéro-géophysique recensé en France date de 1955. Il s’agit d’un levé magnétique de reconnaissance, à finalité minière, réalisé à une hauteur de 600 m au-dessus de la Lorraine, par la CGG.
Entre 1964 et 1965, l’Institut de Physique du Globe de Paris (IPGP), a supervisé le levé aéromagnétique général du territoire métropolitain. Le levé a été financé par le CNRS et a été réalisé par la CGG. Volé à l'altitude moyenne de 3 000 m (5 000 au-dessus des Alpes), avec un espacement entre les lignes de 10 km, ce levé a permis de dresser les grandes lignes de la carte magnétique de la France (Le Mouël, J.L., 1969). On y visualise, pour la première fois dans son ensemble, l’Anomalie Magnétique du Bassin de Paris (AMBP), la plus intense et la plus étendue en France, qui a ensuite suscité de nombreuses investigations, et dont la source reste aujourd’hui encore inconnue.
La Guyane figure parmi les régions du territoire français les mieux étudiées en géophysique aéroportée. Pour le compte du Ministère de l’industrie et sous la supervision du BRGM, elle a fait l’objet :
- en 1974-75, d’un premier levé aéromagnétique réalisé par la CGG sur les 2/3 sud de sa superficie
- en 1996, d’un levé haute résolution en magnétisme et spectrométrie gamma, par la CGG, sur les 2/3 nord de ce territoire

Cette dernière acquisition est, en France, la première d’une série d’acquisitions régionales de haute résolution en magnétisme et spectrométrie gamma, supervisées par le BRGM :
- en 1998, levé du Massif armoricain, par Sander Geophysics, dans le cadre du programme GeoFrance3D
- en 2008, levé autour de Perpignan, par le GTK-BGS, pour le compte et sous la supervision du BRGM
- en 2009, levé de la région Centre, par Terraquest, pour le compte de la région et sous la supervision du BRGM

- en 2010, levé en Pays de la Loire et nord-Aquitaine, par Terraquest, pour le compte et sous la supervision du BRGM

Le levé magnétique aéroporté du plateau de l'archipel de la Guadeloupe a par ailleurs été réalisé par la compagnie NOVATEM, pour le compte et sous la supervision du BRGM en 2014. 
Le Canada et l'Australie sont aujourd'hui les deux pays les plus densément couverts par les levés de très haute résolution. Le Ministère de l'Énergie et des Ressources Naturelles (MERN) du Québec a ainsi supervisé un très grand nombre de levés par avion le long de profils espacés de 200 m en moyenne ainsi que l'un des plus importants levés réalisés par hélicoptère, au-dessus des monts Torngat dans la cordillère Arctique. 
Le territoire de la Baie James au Québec est aussi une des régions du globe qui compte le plus grand nombre de levés de très haute résolution par hélicoptère en raison de l'importance des travaux d'exploration minière. Les levés sont réalisés à très basse hauteur au-dessus du sol et l'espacement entre les lignes de vol est généralement compris entre 25 et 75 m. La géophysique héliportée est à l'origine de la plupart des découvertes majeures de cette région.

## Liens
- Association Internationale pour la Sécurité en Géophysique Aéroportée (IAGSA)
- Aéromagnétisme